# Malé Kozmálovce
Malé Kozmálovce – wieś (obec) na Słowacji położona w kraju nitrzańskim, w powiecie Levice. Pierwsze wzmianki o miejscowości pochodzą z roku 1372. 
Według danych z dnia 31 grudnia 2012, wieś zamieszkiwało 381 osób, w tym 205 kobiet i 176 mężczyzn.
W 2001 roku rozkład populacji względem narodowości i przynależności etnicznej wyglądał następująco:
- Słowacy – 86,57%
- Czesi – 0,5%
- Morawianie – 0,25%
- Węgrzy – 11,94%

Ze względu na wyznawaną religię struktura mieszkańców kształtowała się w 2001 roku następująco:
- Katolicy rzymscy – 61,19%
- Grekokatolicy – 0,25%
- Ewangelicy – 13,43%
- Ateiści – 5,72%
- Nie podano – 1,49%